# 2806 Graz
2806 Graz este un asteroid din centura principală, descoperit pe 7 aprilie 1953 de Karl Reinmuth.